# Союз 24 года
Союз 24 года (яп. 24年組 нидзю:ён нэн гуми) — японская группа женщин-авторов манги, сформировавшаяся в 1970-х годах. Группа названа так потому, что многие её представительницы родились в 24 год периода Сёва (1949 год). Они прославились своей работой в области манги для девушек — сёдзё, в которой создали большое количество произведений, в настоящее время считающихся классическими. Эти мангаки внесли кардинальные изменения в сёдзё-мангу  и первыми в своём творчестве начали поднимать острые проблемы и философские вопросы, включая вопросы сексуальности и равенства полов.
«Союз 24 года» способствовал появлению многих жанров сёдзё-манги, члены группы также сумели привлечь в индустрию манги, до того остававшейся прерогативой мужчин, авторов-женщин. Манга для девушек и молодых женщин с тех пор и до наших дней рисуется женщинами.

## Состав
Точное количество членов группы не установлено. Первоначальный состав, также называвшийся «Союз цветов 24 года» (яп. 花の24年組 хана но нидзю:ён нэн гуми), включал:
- Ясуко Аоикэ
- Мото Хагио
- Риёко Икэда
- Юмико Осима
- Кэйко Такэмия
- Тосиэ Кихара
- Рёко Ямагиси
- Минори Кимура
- Нанаэ Сасая
- Минэко Ямада

Впоследствии возник также «Постсоюз 24 года» (яп. ポスト24年組 посуто нидзю:ён нэн гуми), куда входили Вакако Мидзуки, Мити Тарасава, Айко Ито, Ясуко Саката, Сио Сато и Юкико Каи.